# Heshan, Laibin
Heshan är en stad på häradsnivå som lyder under Laibins stad på prefekturnivå i den autonoma regionen Guangxi i sydligaste Kina.